# Eschweiler Drahtfabrik
Die Eschweiler Drahtfabrik war eine Drahtfabrik in der westlichen Stadtmitte der Stadt Eschweiler in der nordrhein-westfälischen Städteregion Aachen. Das 123.000 m² große Gelände zwischen Langwahn, Inde, Steinstraße und heutiger Indestraße (bis Ende der 1960er Jahre Mühlenstraße) wird heute als Park mit Skateranlage und Parkplatz genutzt, außerdem wurden hier der Bushof und das Gebäude der Agentur für Arbeit errichtet.
Der in der Drahtfabrik von 1822 bis 1953 produzierte Walzdraht wurde hauptsächlich in der Aachener Kratzen- und Nadelproduktion verarbeitet.

## Geschichte

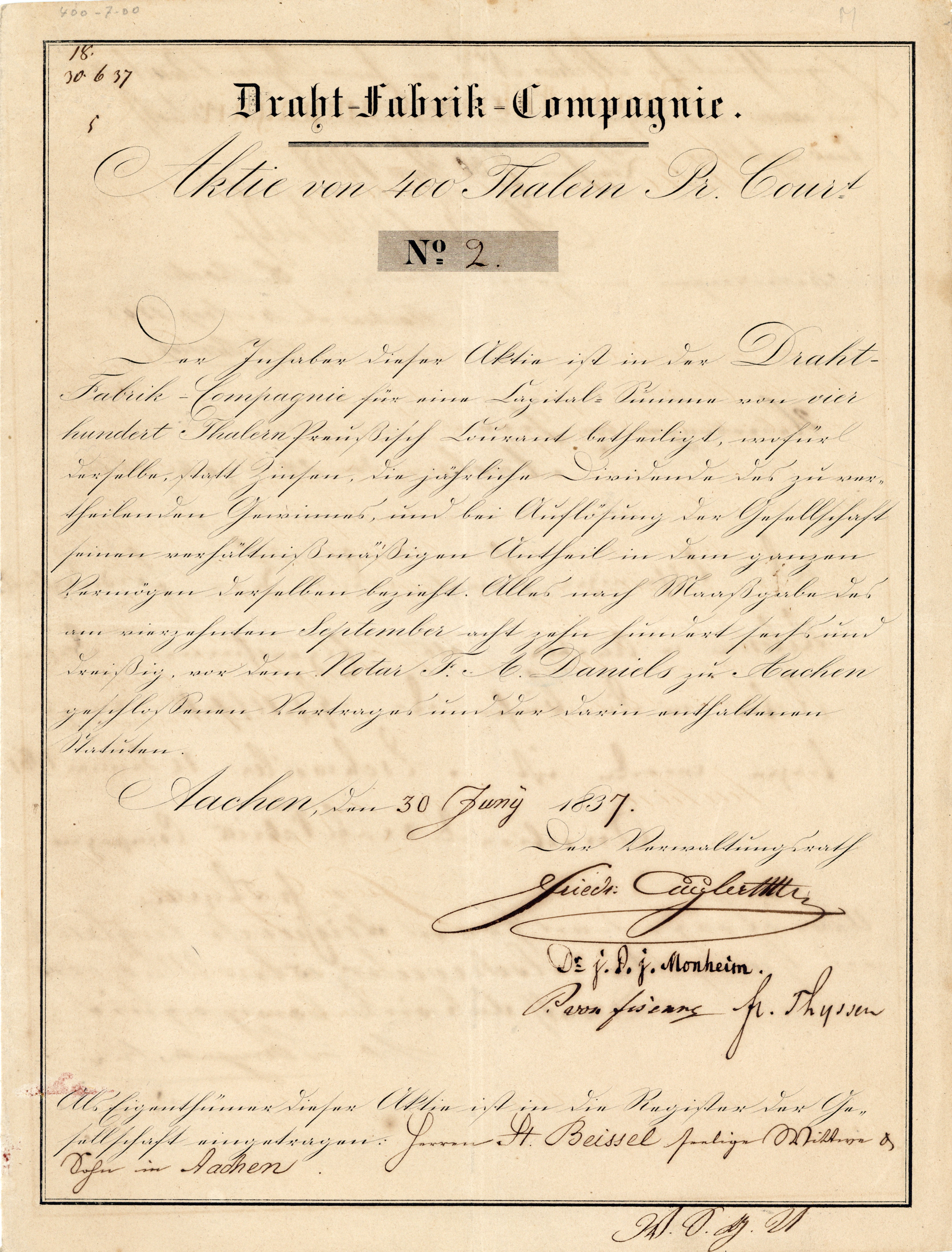
Aktie der Draht-Fabrik-Compagnie über 400 Talern, ausgestellt in Aachen am 30. Juni 1837, im Original unterschrieben von Dr. Johann Peter Joseph Monheim und Friedrich Thyssen

1822 wurde die Drahtfabrik unter der Firmierung Draht-Fabrik-Compagnie in Form einer Aktiengesellschaft mit Sitz im benachbarten Aachen von Friedrich Thyssen sowie den Aachener Fabrikanten Monheim, Friedrich Englerth, Ludwig Beissel und Jacob Springsfeld gegründet. Das Stammkapital betrug 12.000 Taler. Die Fabrik war Deutschlands erste Walzdrahtfabrik. Die Ausstattung des Maschinenparks und die Montage der Produktionsanlagen besorgte Englert, Reuleaux & Dobbs. Thyssen hatte von 1834 bis 1859 als Direktor die technische und kaufmännische Leitung der Anlage inne.

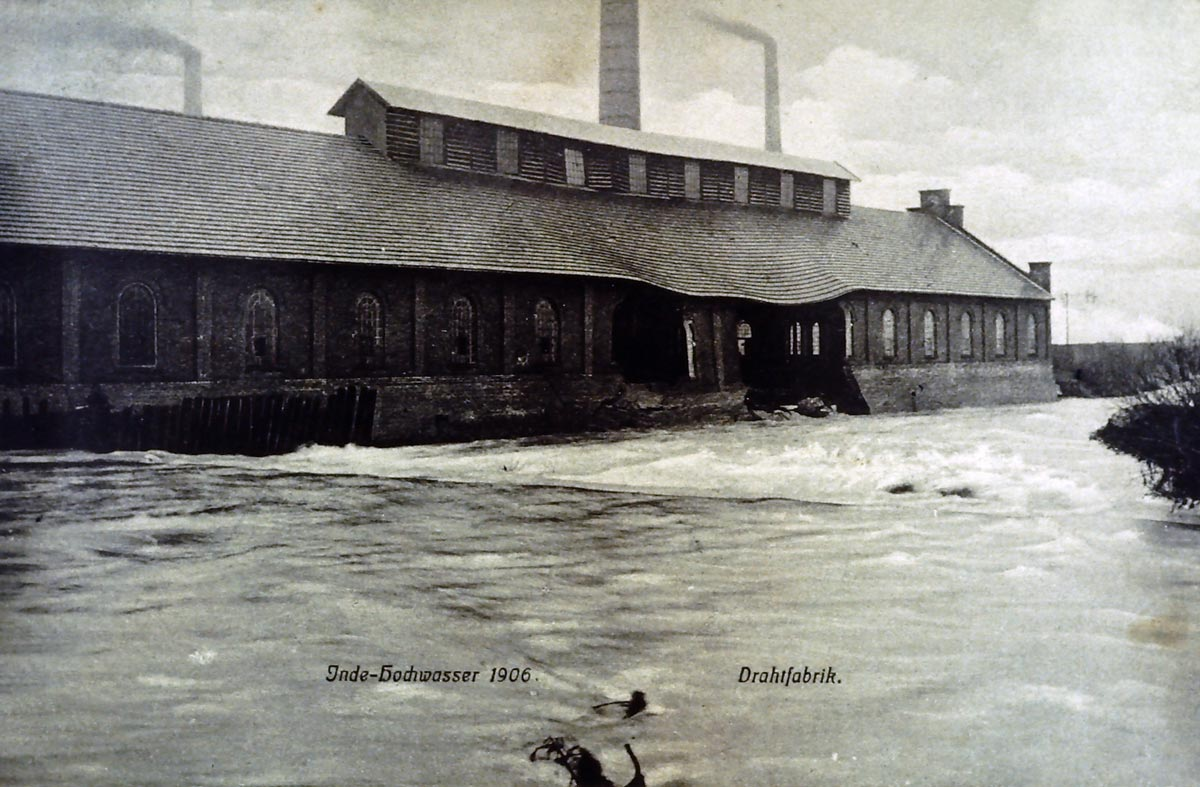
Die Drahtfabrik beim Hochwasser im Jahr 1906

Die belgische Drahtstraße der Compagnie war den Anlagen der Franzosen und der Engländer überlegen. Die Compagnie verarbeitete in der Eifel geschmiedetes Luppeneisen zu Walzdraht; aus diesem hergestellter Kratzendraht wurde durch die Tuchindustrie Aachens nachgefragt.
1865 wurde der Name in Eschweiler Drahtfabrik Compagnie geändert und der Sitz nach Eschweiler verlegt. 1872 erfolgte eine weitere Namensänderung in Eschweiler AG für Drahtfabrikation.
1890 stellte die Fabrik den Puddelofenbetrieb ein und ihre Produktion auf die Herstellung von Thomasflusseisendraht um.
Durch große Überschwemmungen der Inde fielen 1906 große Teile der Fabrik ein und wurden von dem "Aachener Hütten-Aktien-Verein Rothe Erde" des Montanindustriellen Adolph Kirdorf übernommen.
1953 wurde der Betrieb eingestellt und nach Köln-Mülheim verlegt. Im Januar 1956 begannen die Abbrucharbeiten, nachdem die Stadt Eschweiler für etwa 400.000 DM das gesamte Betriebsgelände gekauft hatte. Am 19. März 1964 erfolgte die Inbetriebnahme des Eschweiler Bushofs auf dem östlichen Teil des Geländes.

## Bedeutung für die Unternehmensgeschichte
1842 wurde in einem Wohnhaus auf dem Gelände der Drahtfabrik der spätere Großindustrielle August Thyssen geboren.